# Via Lemovicensis
La via Lemovicensis (o via limosina o via di Vézelay) è il nome latino di uno dei quattro itinerari di Francia del Cammino di Santiago di Compostela. Essa passa per Limoges, da cui il nome, ma il suo luogo di raccolta e di partenza è la Basilica di Santa Maria Maddalena a Vézelay. Essa attraversa i paesi di tappa in tappa fino al villaggio basco di Ostabat, nei Pirenei Atlantici, ove si congiunge con la via Turonensis, e un poco dopo con la Via Podiensis. 
I tre cammini prendono allora il nome di Camino Navarro e si prolungano fino a Puente la Reina in Spagna, dopo aver passato i Pirenei e la frontiera per il colle di Bentarte o per Valcarlos,  a monte del passo di Roncisvalle.  Ivi ritrovano il Camino aragonés, prolungamento spagnolo della via Tolosana, quarto cammino proveniente dalla Francia. L'insieme di queste quattro vie principali diviene allora il Camino francés che conduce fino a San Giacomo di Compostella in Galizia.
L'itinerario principale della via Lemovicensis passa, nel suo primo tratto, per Bourges e Châteauroux. Ne esiste tuttavia una variante più a sud che passa per Nevers.

## Storia e contesto dei cammini di Compostella

### IlCodex Calixtiniusdi Aimery Picaud

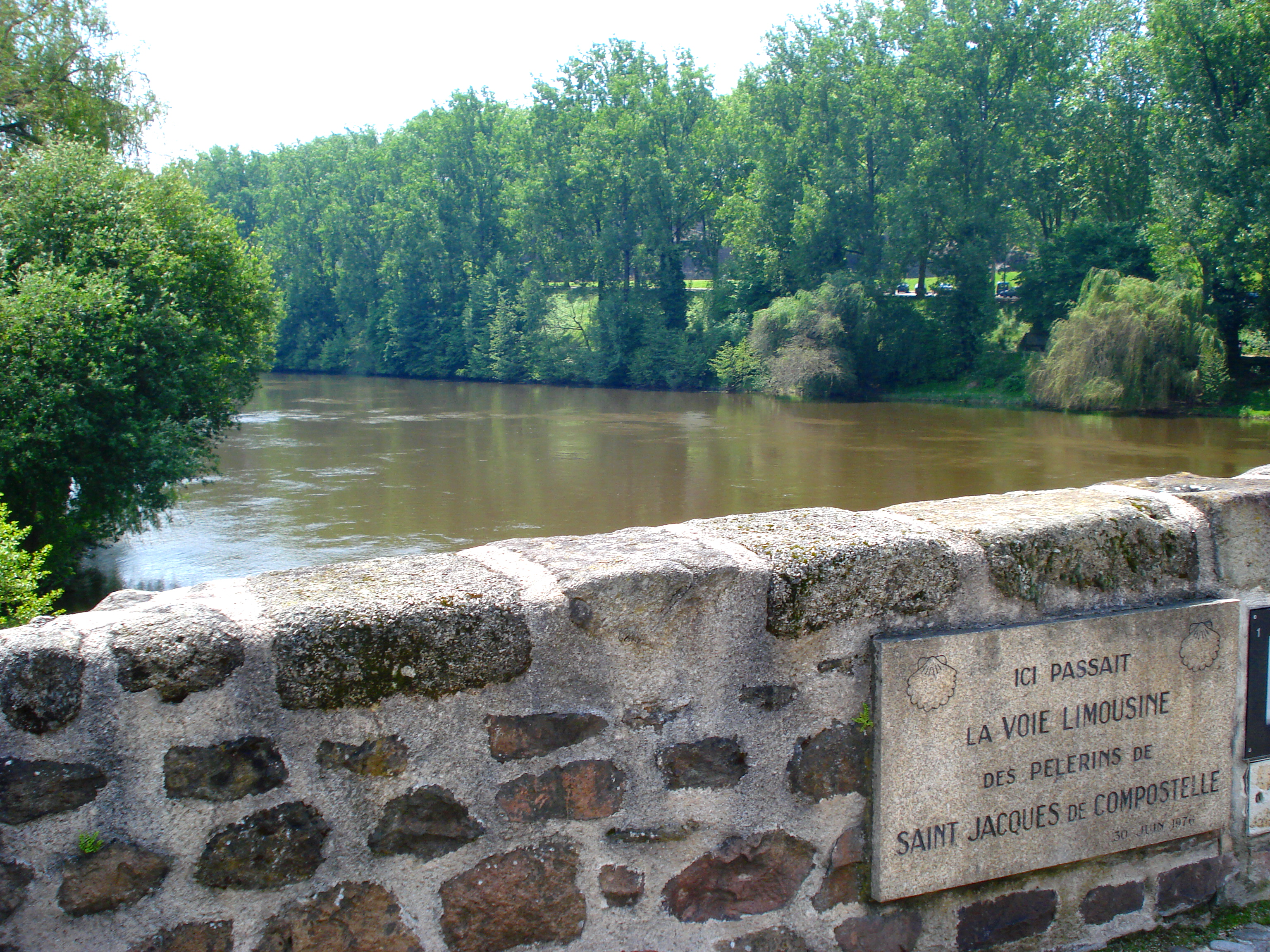
Limoges, Pont Saint-Étienne sulla Vienne, ove passavano i pellegrini

Secondo il Capitolo Primo della Guida del Pellegrino di Aimery Picaud, quattro strade portano a Santiago di Compostela:
- la via Turonensis, che parte da Parigi e passa per Tours;
- la via Lemovicensis, che parte da Vézelay e passa per Limoges;
- la via Podiensis, che parte da Puy-en-Velay e passa da Cahors;
- la via Tolosana, che parte da Arles e passa da Tolosa.

Le prime tre vie si riuniscono a monte di Ostabat al crocevia di Xibaltarre. Ma secondo alcuni, la Via Turonensis e la Via Lemovicensis si riuniscono a Saint Palais, poco prima del Crocevia di Gibraltar a Ostabat, ove sono raggiunte infine dalla Via Podiensis, poi attraversano i Pirenei per il Passo di Roncisvalle prendendo il nome di Camino Navarro. Esse incontrano a Puente la Reina, in territorio spagnolo, la quarta via Françese che ha attraversato i Pirenei più a est attraverso il passo del Somport e percorso il Camino Aragonés. Di là, un itinerario principale conduce a San Giacomo: il Camino Francés. 
Le istruzioni della Guida del Pellegrino sono piuttosto sommarie; ciascuno faccia il proprio Cammino. Ai nostri giorni la segnaletica consente una migliore preparazione del viaggio.
Venuti dal Belgio, dalle Ardenne, dalla Lorena o dalla Champagne, i pellegrini di San Giacomo di Compostella, detti anche in francese jacquet, che avevano scelto la via Lemovicensis si raccolgono nella Borgogna, attorno agli splendori romanici della Madeleine di Vézelay.

### Descrizione generale
Raccoltisi a Saint-Père o ad Asquins, i pellegrini avevano allora la scelta tra due itinerari: 
- per La Charité-sur-Loire, Bourges e Châteauroux,
- per Nevers, Saint-Pierre-le-Moûtier e Neuvy-Saint-Sépulchre.

Per Nevers o per Bourges, la via Lemovicensis entrava nel Limosino, da cui prende il nome, per raggiungere il celebre santuario di Saint-Léonard. 
Dopo Périgueux, una volta attraversata la Dordogna e la Garonna, l'attraversamento tanto temuto delle Landes de Gascogne era relativamente breve per questo cammino, che raggiungeva la via Turonensis e la via Podiensis al crocevia di Gibraltar presso Ostabat.

## L'attuale cammino principale
L'itinerario detto "storico" della via Lemovicensis è reso attuale dall'Associazione degli Amici di Saint-Jacques de la Voie de Vézelay e raggiunge la via Podiensis a Ostabat; esiste parimenti una variante più sinuosa sotto forma di Grande Randonnée (GR 654) che, per circa 1750 chilometri, parte da Namur in Belgio e raggiunge la GR 65 (via Podiensis) a Montréal-du-Gers.

### Yonne

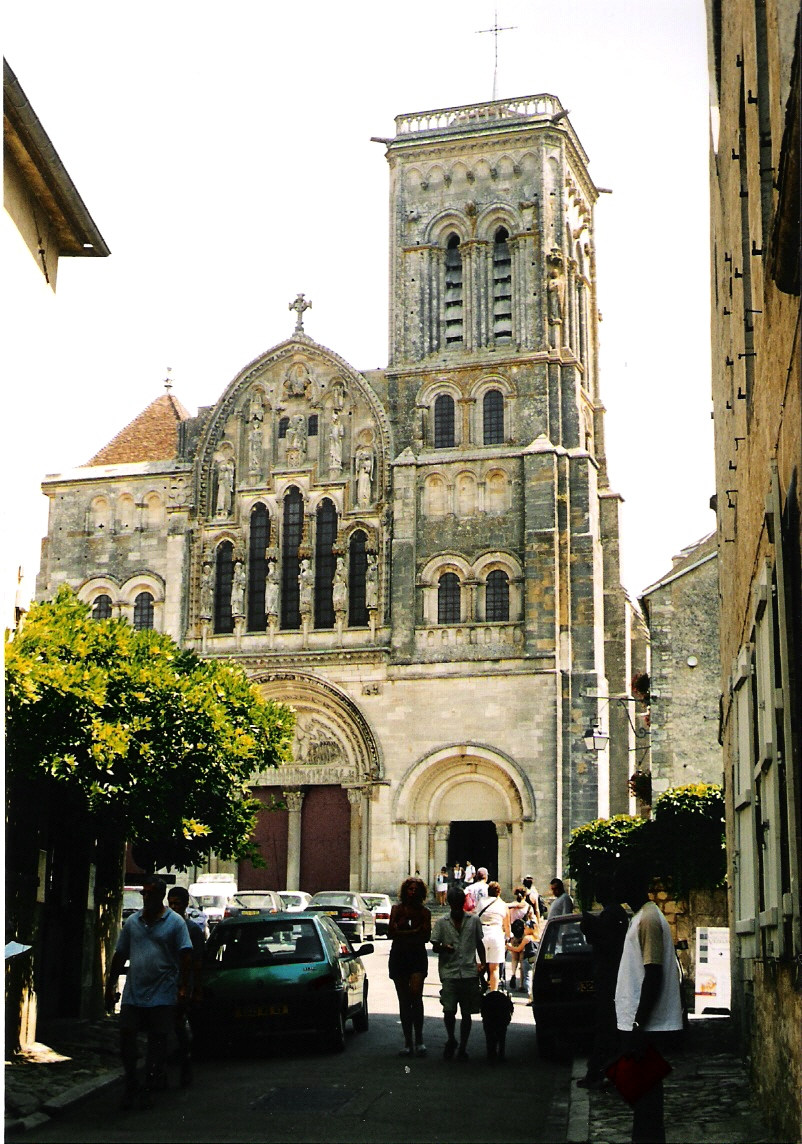
Abbazia di Vézelay, punto di partenza

- Vézelay e la sua  Basilica di Santa Maria Maddalena, punto di partenza della Via Lemovicensis
- Chamoux

### Nièvre
- La Maison-Dieu
- Asnois
- Tannay
- Cervenon et Thurigny
- Cuncy-lès-Varzy
- Varzy e la chiesa di San Pietro
- Champlemy
- Châteauneuf-Val-de-Bargis
- Arbourse
- Murlin
- Raveau
- La Charité-sur-Loire, figlia cadetta di quella di Cluny, e la sua chiesa abbaziale di Notre-Dame de La Charité-sur-Loire

### Cher
- La Chapelle-Montlinard
- Saint-Martin-des-Champs
- Sancergues
- Charentonnay
- Couy
- Gron
- Brécy
- Sainte-Solange

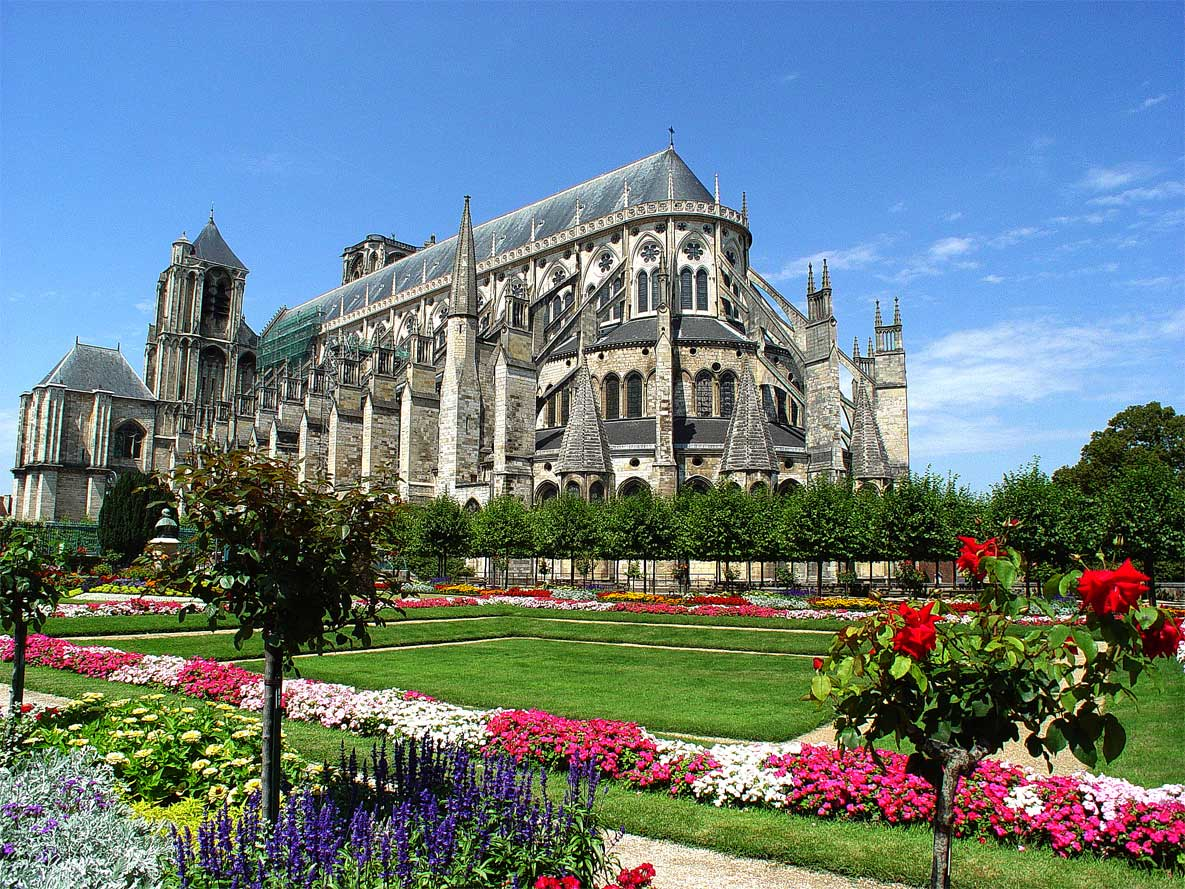
La cattedrale di Saint-Étienne de Bourges

- Bourges, la  cattedrale di Saint-Étienne di Bourges, l’hôtel di Jacques Cœur.
- La Chapelle-Saint-Ursin
- Morthomiers
- Villeneuve-sur-Cher
- Chârost

### Indre

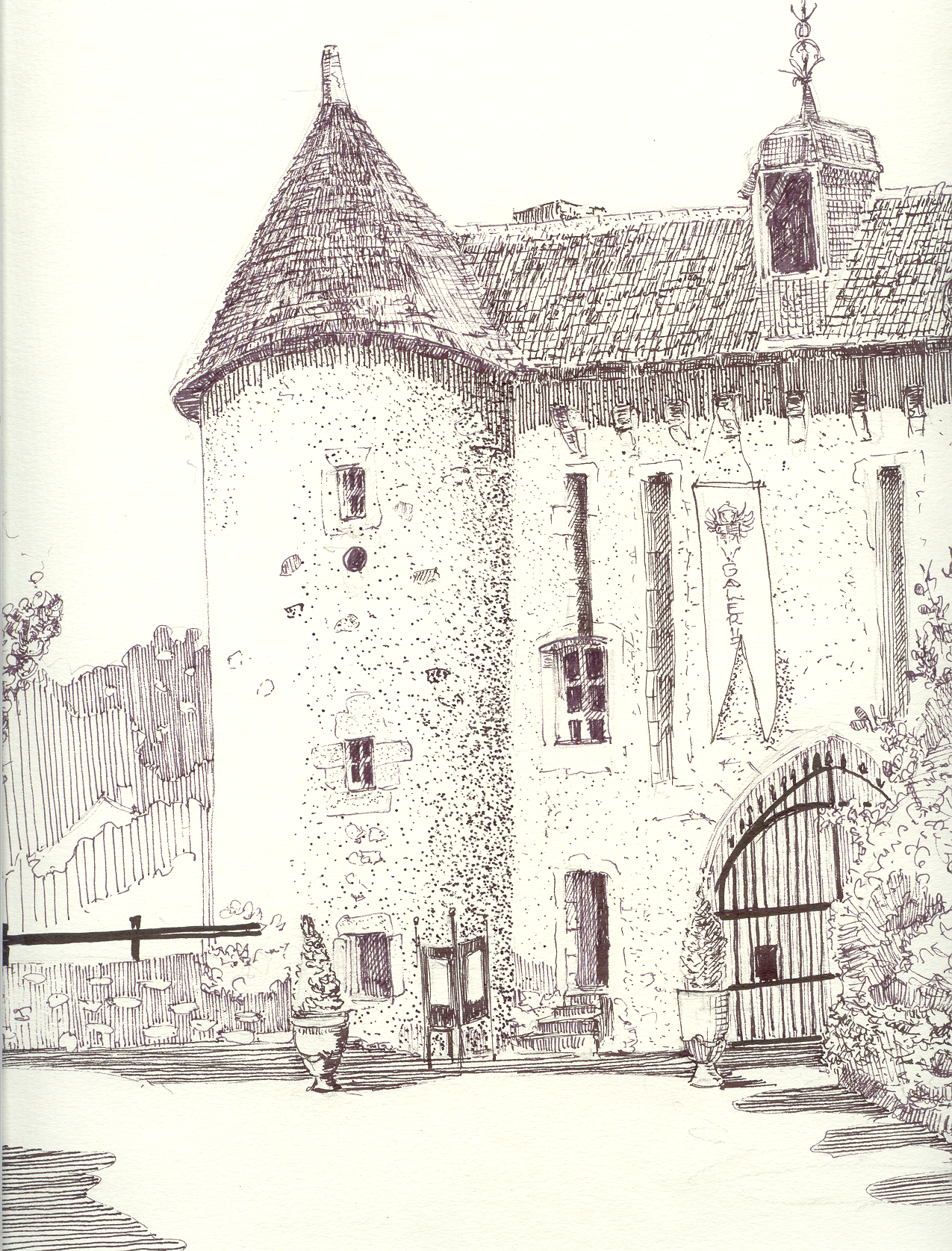
Castello della Gargilesse

- Issoudun, e la collegiale di Saint-Cyr.
- Déols, l'abbazia cluniacense di Notre-Dame de Déols.
- Châteauroux, la chiesa dei francescani e la chiesa di San Marziale
- Velles
- Argenton-sur-Creuse, la Cappella Notre-Dame-des-Bancs, oggi cappella della Bonne-Dame
- Gargilesse-Dampierre, la chiesa di Notre-Dame
- Cuzion
- Éguzon-Chantôme, la chiesa di Argentière

### Creuse
- Crozant e il suo castello
- La Chapelle-Baloue

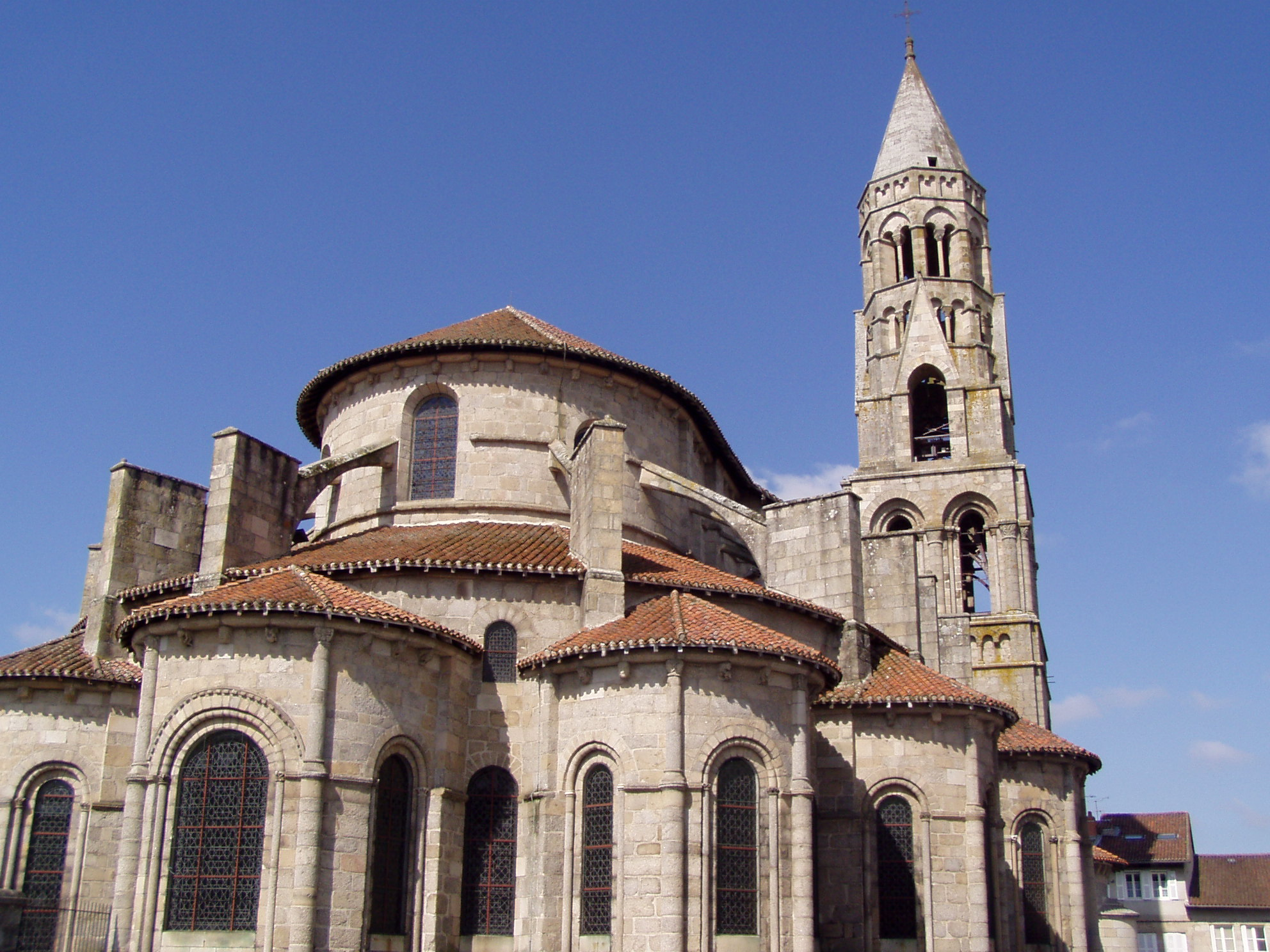
Collegiale di Saint-Léonard de Noblat

- Lourioux (Comune di Saint-Germain-Beaupré)
- La Maisonbraud (Comune di Saint-Germain-Beaupré)
- Saint-Germain-Beaupré
- Saint-Agnant-de-Versillat
- Les Chassagnes (Comune di Saint-Agnant-de-Versillat)
- Bousseresse (Comune di La Souterraine)
- La Souterraine
- Saint-Priest-la-Feuille
- La Rebeyrolle (Comune di Saint-Priest-la-Feuille)
- Saint-Pierre-de-Fursac e Saint-Étienne-de-Fursac
- Le Grand Neyrat (Le Grand Nérat, comune di Chamborand)
- Bénévent-l'Abbaye
- Marsac
- Les Rorgues (comune di Marsac)
- Arrènes
- Saint-Goussaud
- Redondessagne (Comune di Saint-Goussaud)
- Millemilange (Comune di Saint-Goussaud)
- Châtelus-le-Marcheix

### Alta Vienne
- Les Billanges
- Saint-Laurent-les-Églises
- Le Châtenet-en-Dognon
- Lajoumard

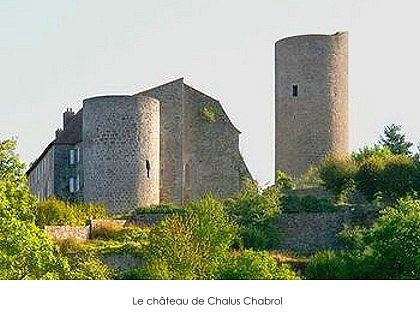
Castello di Châlus-Chabrol

- Saint-Léonard-de-Noblat e la collegiale di Saint-Léonard
- La Chapelle
- Feytiat
- Limoges : che ha dato il suo nome a questo cammino con la sua cattedrale Saint-Étienne
- Aixe-sur-Vienne
- Saint-Martin-le-Vieux
- Flavignac, chiesa e tesoro
- Les Cars
- Châlus e i suoi castelli: Châlus-Chabrol e Châlus-Maulmont

### Dordogna

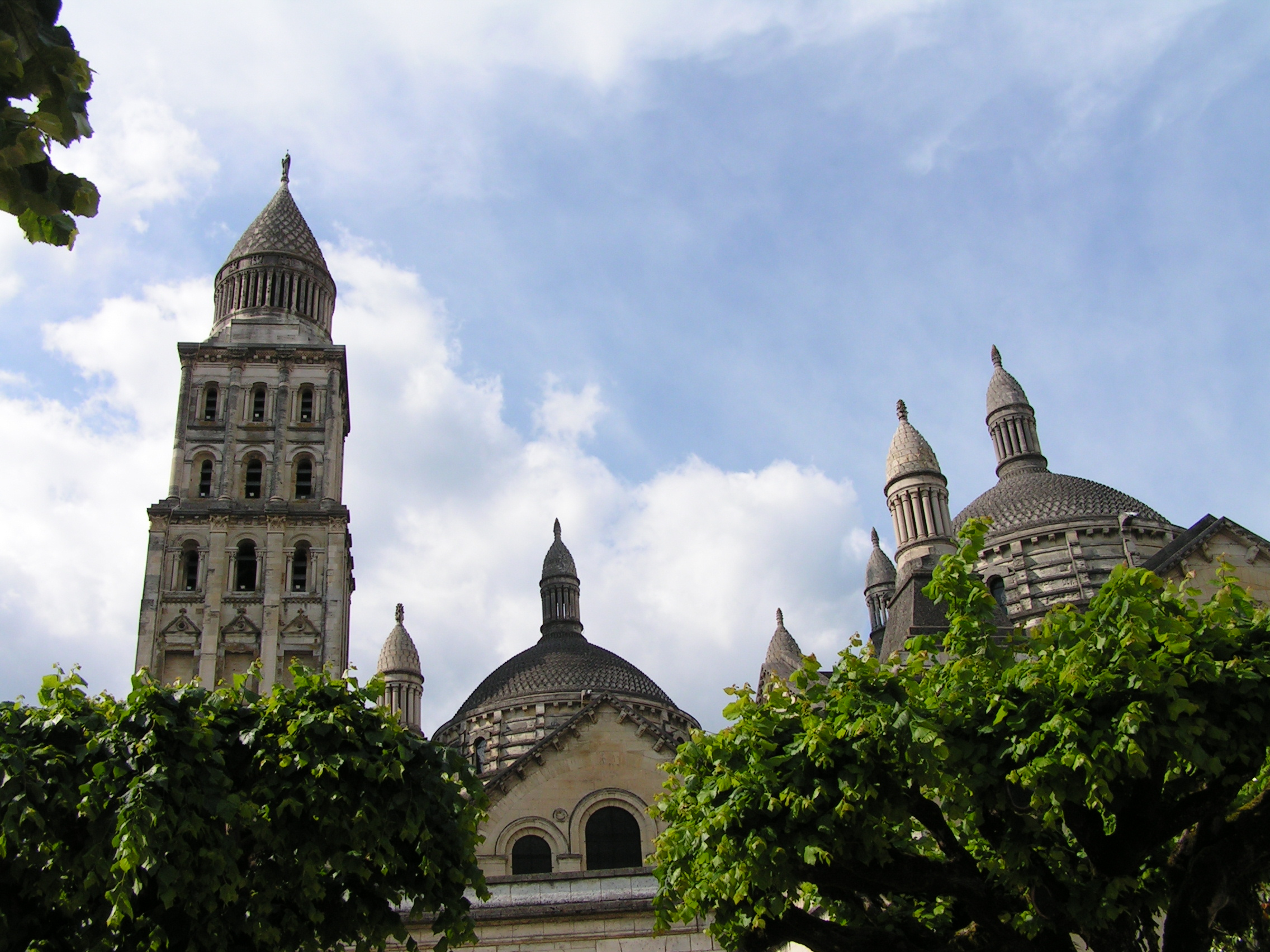
La Cattedrale Saint-Front de Périgueux

- La Coquille, qui deve il suo nome a questo cammino
- Chalais
- Thiviers e la sua chiesa di Notre-Dame
- Saint-Jean-de-Côle, e la chiesa di San Giovanni Battista
- Brantôme et son abbaye
- Sorges, la chiesa di San Germano
- Cornille
- Périgueux e la sua cattedrale di San Frontone
- Chancelade e la sua abbazia
- Campsegret
- Lembras e la chiesa di San Giovanni Battista
- Bergerac, la chiesa di San Giacomo
- Saint-Laurent-des-Vignes e la chiesa di San Martino
- Sigoulès, la chiesa di San Giacomo
- Eymet e la sua bastida

### Lot e Garonna
- La Sauvetat-du-Dropt
- Duras e il suo castello dei duchi

### Gironde
- Sainte-Foy-la-Grande
- Pellegrue
- Saint-Ferme

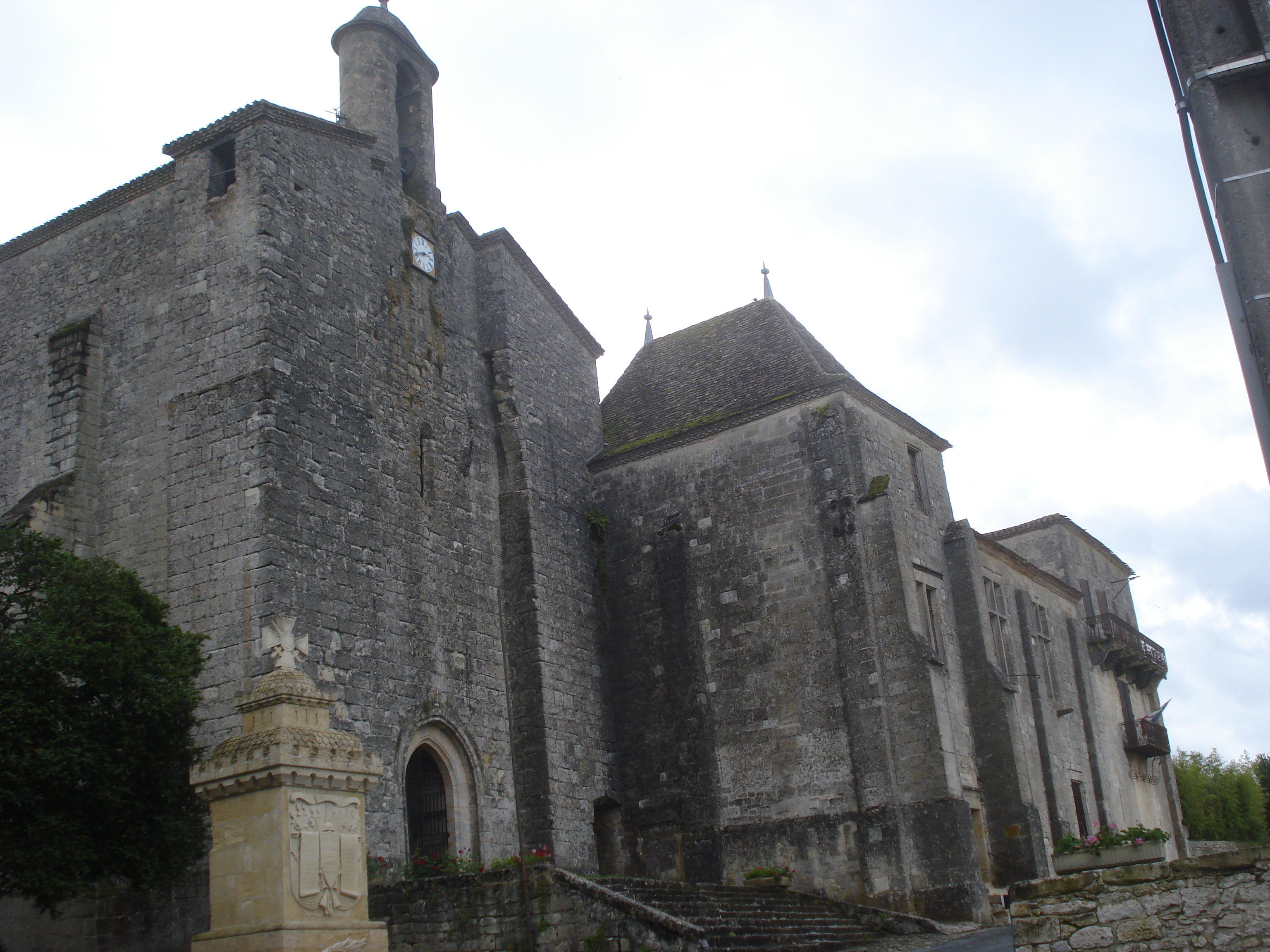
Chiesa e abbazia di San Fermo

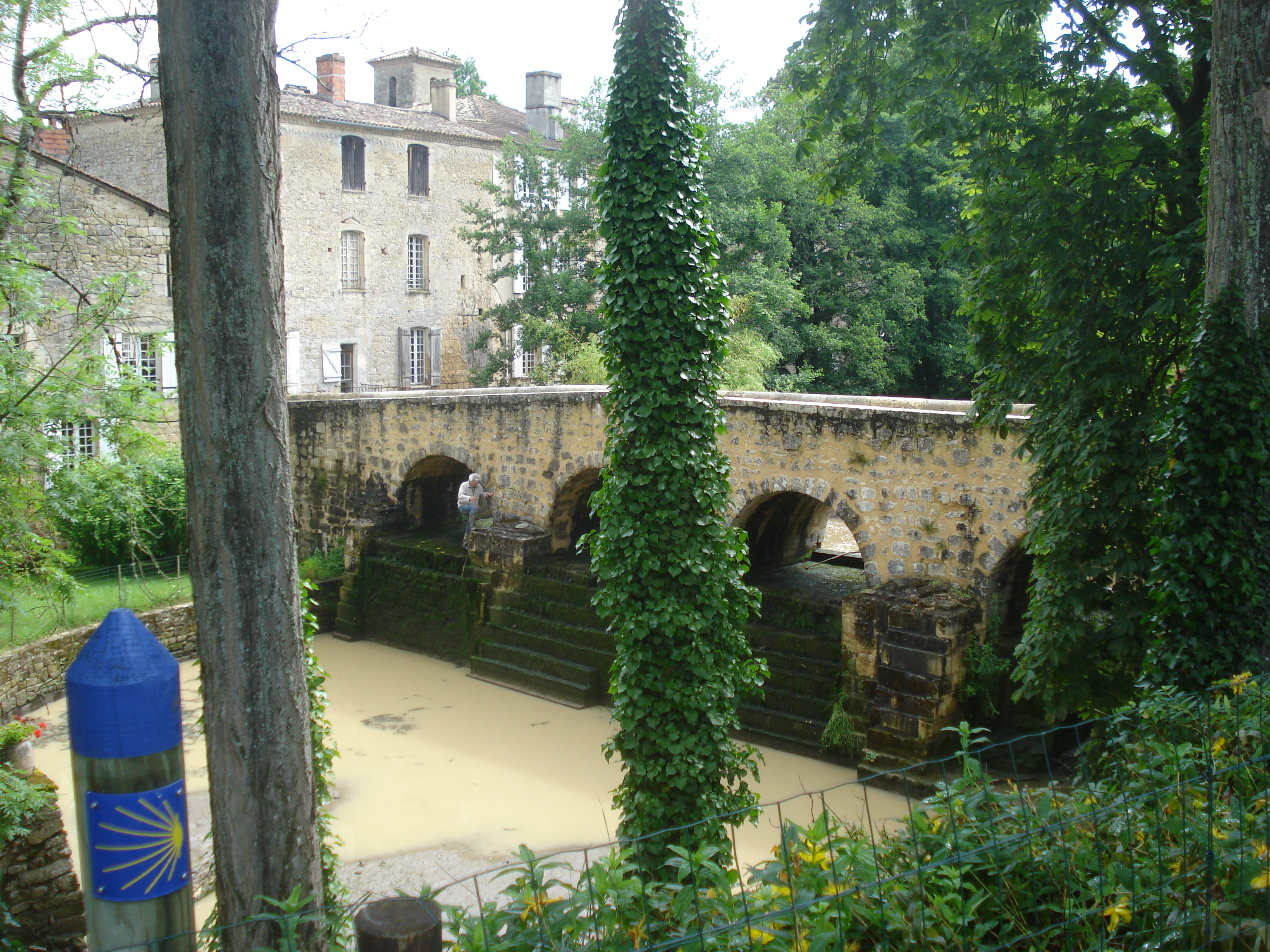
Indicazione del cammino di Compostella al ponte di Pondaurat

- Monségur, bastida del XIII secolo.
- Roquebrune
- Saint-Hilaire-de-la-Noaille
- La Réole, la chiesa di San Pietro
- Floudès
- Puybarban
- Pondaurat
- Savignac
- Auros
- Bazas, la cattedrale gotica di San Giovanni Battista
- Cudos
- Bernos-Beaulac
- Captieux

### Landes

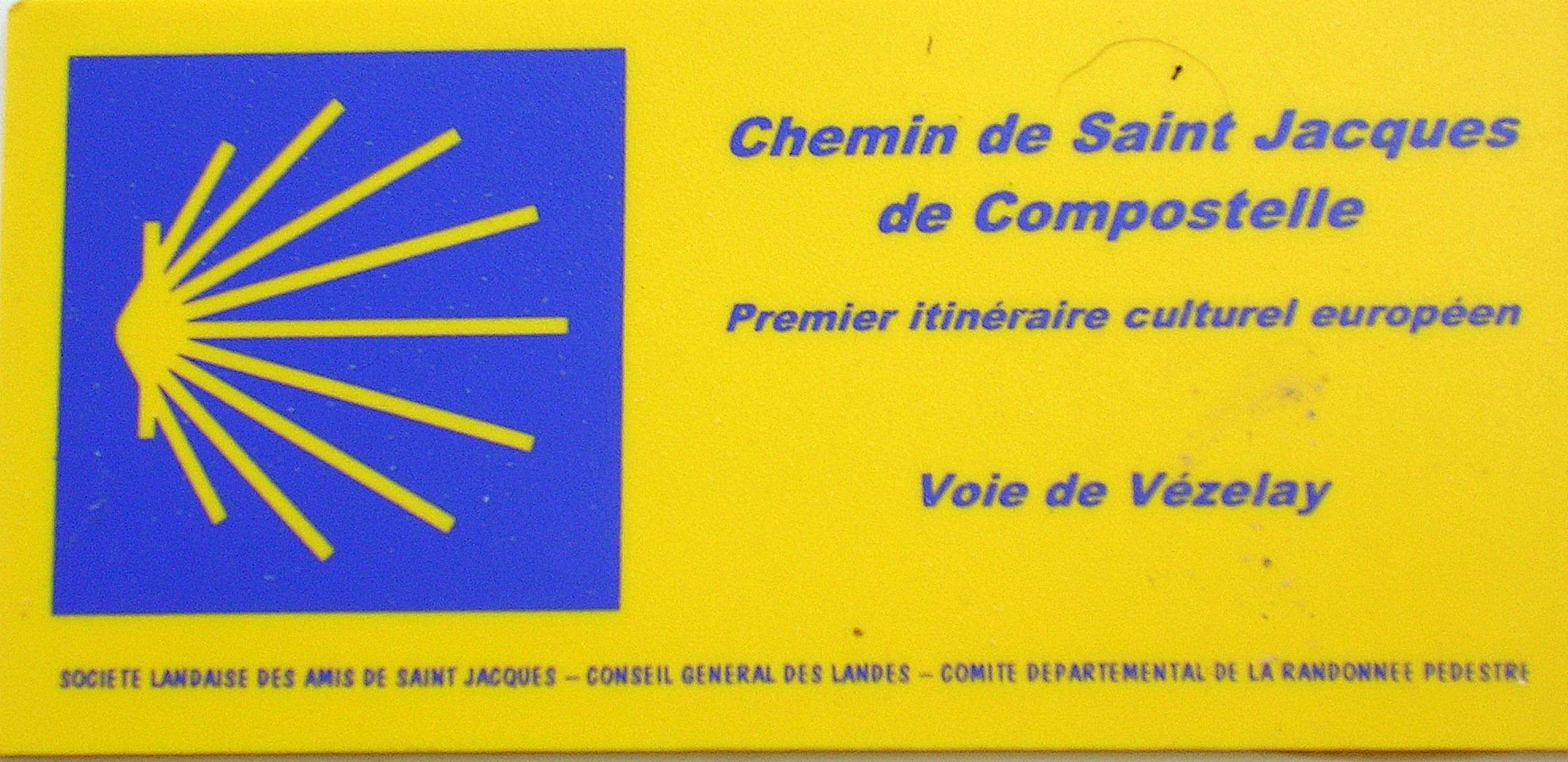
Itinerario indicato nelle Landes

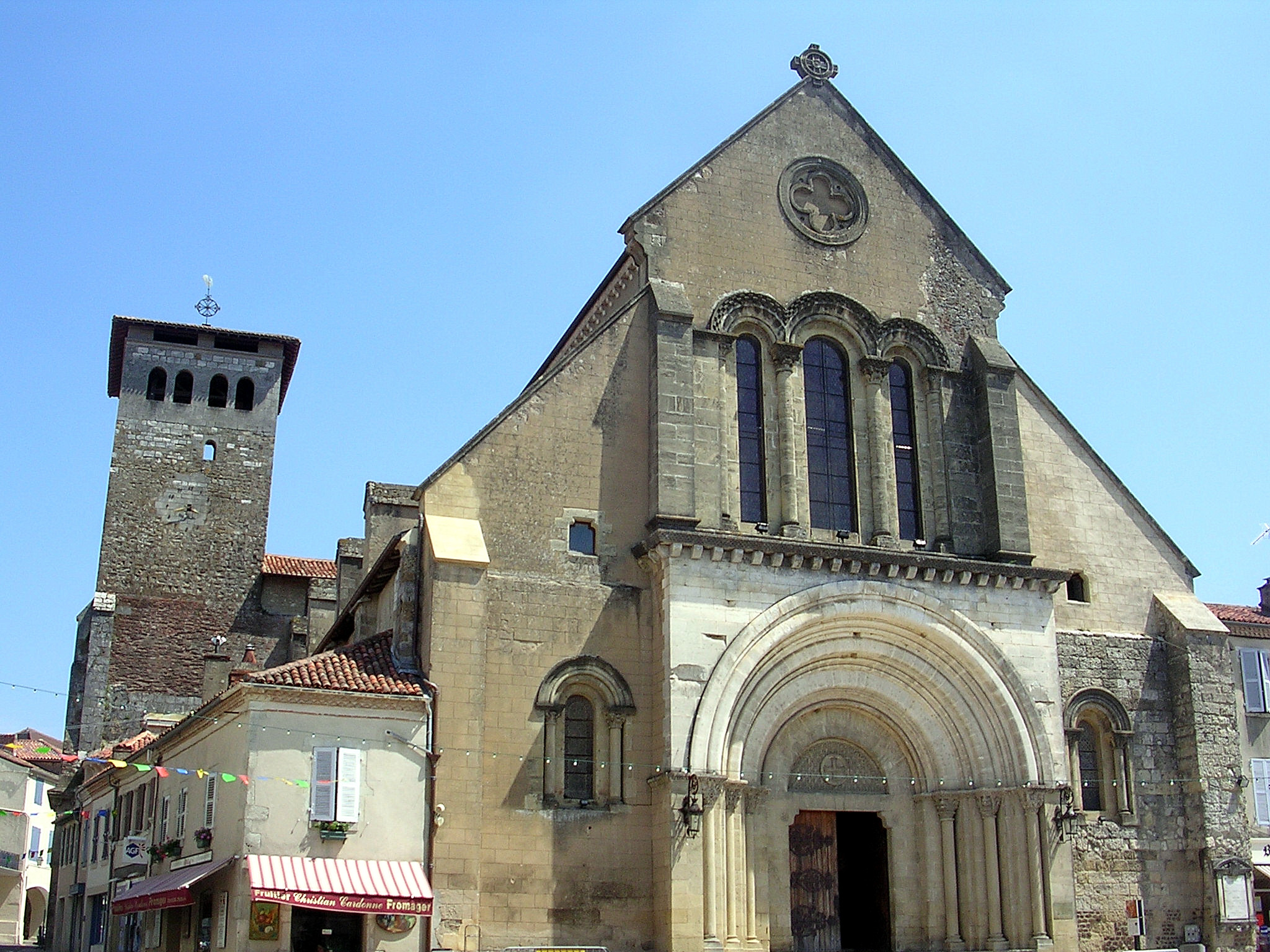
Abbazia di San Severo

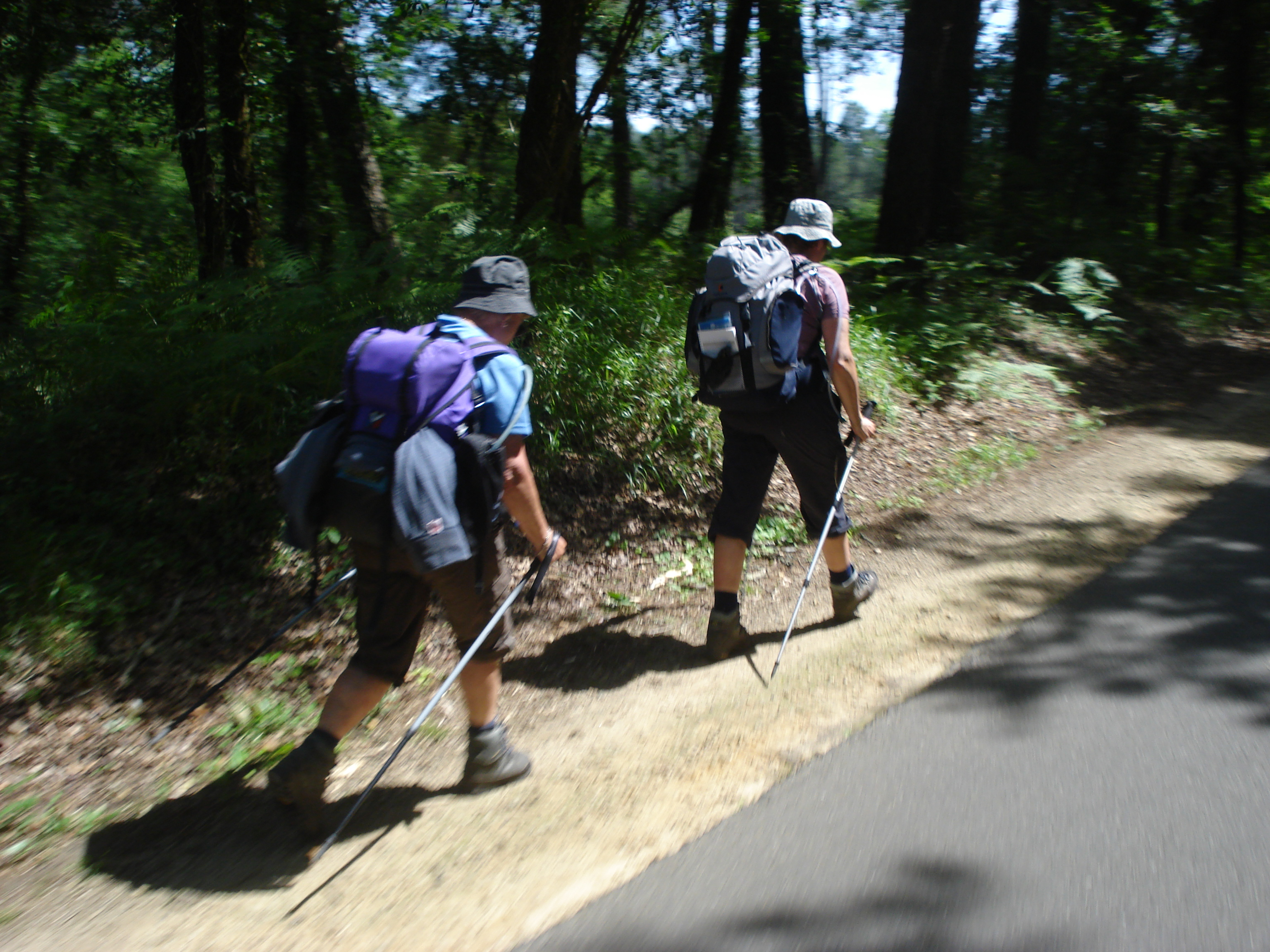
Pellegrini presso Bougue

- Retjons, cappella di Lugaut con affreschi del XIII secolo. Pietra miliare dei 1000 km da San Giacomo
- Roquefort, la chiesa di Santa Maria del XII secolo
- Bostens, la chiesa di Santa Maria di Balesteno del XII secolo
- Gaillères
- Bougue, la chiesa di San Candido
- Mont-de-Marsan, il priorato di La Madeleine
- Saint Pierre-du-Mont e il suo priorato (chiesa parrocchiale di Saint-Pierre-du-Mont)
- Benquet, la sua chiesa di San Cristoforo dell'XI secolo e la sua chiesa di San Giovanni Battista del 1885
- Saint-Sever, la sua Abbazia di Saint-Sever, il convento dei Francescani, attuale museo della città.
- Audignon e la sua rimarchevole chiesa romanica di Santa Maria
- Horsarrieu, chiesa di San Martino
- Hagetmau e la cripta di San Geronzio del XII secolo, gioiello dell'arte romanica
- Labastide-Chalosse
- Argelos
- Beyries

Variante tra Bazas e Mont-de-Marsan
- Bazas
- Lencouacq e le rovine della Comanderia dei Cavalieri Ospitalieri di Bessaut (XIII secolo)
- Cachen
- Maillères
- Canenx-et-Réaut
- Lucbardez-et-Bargues
- Saint-Avit
- Mont-de-Marsan, puis poursuite de l'itinéraire ci-dessus jusqu'à Beyries

### Pirenei Atlantici
- Sault-de-Navailles
- Sallespisse

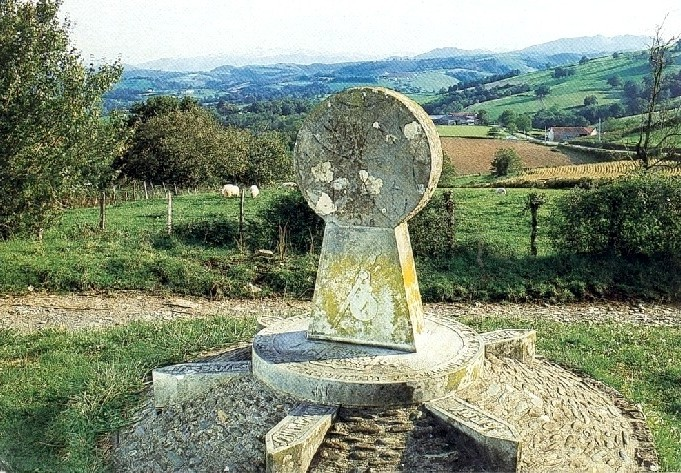
Ostabat, la Croce di Gibraltar, fine della via Lemovicensis

- Orthez, il suo ponte medievale sulle gave de Pau, antico crocevia delle vie principali (rue Saint-Gilles a est, dell'antico ostello Saint-Gilles-du-Gard), la chiesa di San Pietro, l'hôtel medievale della Luna (oggi tappa del Cammino), l'antico ostello Saint-Loup e Nosta-Dauna de Cap-de-Pont, scomparso, dedicato ai pellegrini.
- Lanneplaà
- L'Hôpital-d'Orion
- Sauveterre-de-Béarn, la chiesa di Sant'Andrea e il suo ponte leggendario.
- Ostabat. A Ostabat, la Via Lemovicensis (Vézelay, Limoges) incontra le Vie Podiensis (Le Puy) e Turonensis (Parigi, Tours) a livello del Crocevia di Gibraltar. I tre cammini sib riuniscono in uno solo, che porta il nome di Turonensis. La Via Lemovicensis propriamente detta giunge quindi fino a qui, e il le cammino comune continua come segue:

- Arros
- Saint Jean-le-Vieux
- Saint-Jean-Pied-de-Port
- attraversa la frontiera spagnola al porto di Cize o al passo di Roncisvalle, a livello di Puerto Ibañeta.

A partire da là, e quindi dopo l'ingresso in Bassa Navarra, il cammino continua in Spagna sotto il nome di Camino Navarro fino a Puente la Reina. 
È dopo Puente la Reina che la quarta via, la tolosana (Arles, Tolosa), che attraversa la frontiera spagnola dal passo del Somport, la raggiunge e che i due cammini si fondono.
I quattro cammini partiti dalla Francia ne formano uno solo e la strada verso Santiago continua sotto il nome di Camino Francés.